# Bleime
Une bleime correspond sur un cheval à une contusion sous la sole, qui peut évoluer en un hématome du sabot ou un abcès. Le plus souvent localisée en région des talons. Il se forme une petite collection de sang qui peut être visible comme une tache rouge sous la corne si celle-ci est de couleur claire. S'il y a une communication entre cette poche de sang et l'extérieur, la bleime peut se transformer en abcès car le sang étant un excellent milieu de culture pour certaines bactéries. Le diagnostic se fait par l'intermédiaire d'une pince à pied et le traitement passe par un débridement puis une protection de la région par une ferrure adaptée pour supprimer l'appui dans la zone touchée.